# Cerezo Osaka 2011
Questa voce raccoglie le informazioni riguardanti il Cerezo Osaka nelle competizioni ufficiali della stagione 2011.

## Stagione
Pur oscillando nelle posizioni di classifica medio-bassa della J. League Division 1 e uscendo al primo turno di Coppa di Lega, il Cerezo Osaka ottenne buoni risultati in AFC Champions League dove, dopo aver superato agevolmente la prima fase a gironi, eliminò agli ottavi i rivali cittadini del Gamba Osaka prima di soccombere nel match di ritorno dei quarti di finale con i sudcoreani dello Jeonbuk Hyundai Motors (l'iniziale 4-3 dell'andata fu vanificato dal 6-1 inflitto dai coreani).

## Maglie e sponsor
Le maglie, prodotte dalla Mizuno, recano sulla parte anteriore lo sponsor Yanmar.
| Manica sinistra · Manica sinistra · Maglietta · Maglietta · Manica destra · Manica destra · Pantaloncini · Calzettoni | Manica sinistra · Maglietta · Manica destra · Pantaloncini · Calzettoni |  |

## Rosa
| N. |                          | Ruolo | Calciatore        |
| -- | ------------------------ | ----- | ----------------- |
| 1  | Giappone (bandiera)      | P     | Kenya Matsui      |
| 2  | Giappone (bandiera)      | D     | Takahiro Ōgihara  |
| 3  | Giappone (bandiera)      | D     | Teruyuki Moniwa   |
| 4  | Giappone (bandiera)      | D     | Kōta Fujimoto     |
| 5  | Giappone (bandiera)      | C     | Masaki Chūgo      |
| 6  | Giappone (bandiera)      | C     | Hotaru Yamaguchi  |
| 7  | Giappone (bandiera)      | C     | Takashi Inui      |
| 9  | Brasile (bandiera)       | C     | Rodrigo Pimpão    |
| 10 | Brasile (bandiera)       | C     | Martinez          |
| 11 | Giappone (bandiera)      | A     | Ryūji Bando       |
| 13 | Giappone (bandiera)      | C     | Hiroshi Kiyotake  |
| 14 | Giappone (bandiera)      | C     | Yūsuke Maruhashi  |
| 15 | Giappone (bandiera)      | A     | Rui Komatsu       |
| 16 | Corea del Sud (bandiera) | C     | Kim Bo-Kyung      |
| 17 | Giappone (bandiera)      | C     | Noriyuki Sakemoto |

| N. |                           | Ruolo | Calciatore        |
| -- | ------------------------- | ----- | ----------------- |
| 19 | Giappone (bandiera)       | A     | Ryō Nagai         |
| 20 | Giappone (bandiera)       | C     | Daisuke Takahashi |
| 21 | Corea del Sud (bandiera)  | P     | Kim Jin-Hyeon     |
| 22 | Giappone (bandiera)       | D     | Taikai Uemoto     |
| 23 | Giappone (bandiera)       | C     | Shū Kurata        |
| 24 | Corea del Nord (bandiera) | D     | Kim Song-Gi       |
| 25 | Giappone (bandiera)       | C     | Masato Kurogi     |
| 26 | Giappone (bandiera)       | C     | Kazuya Murata     |
| 27 | Giappone (bandiera)       | P     | Kenta Tanno       |
| 28 | Giappone (bandiera)       | C     | Naoto Noguchi     |
| 29 | Giappone (bandiera)       | D     | Ryosuke Tada      |
| 30 | Giappone (bandiera)       | P     | Kenjiro Ogino     |
| 31 | Giappone (bandiera)       | A     | Kenyu Sugimoto    |
| 32 | Giappone (bandiera)       | D     | Hiroyuki Omata    |
| 33 | Giappone (bandiera)       | D     | Yutaro Takahashi  |

## Statistiche

### Statistiche di squadra
| Competizione          | Punti | Totale | Totale | Totale | Totale | Totale | Totale | DR  |
| Competizione          | Punti | G      | V      | N      | P      | Gf     | Gs     | DR  |
| --------------------- | ----- | ------ | ------ | ------ | ------ | ------ | ------ | --- |
| J. League Division 1  | 43    | 34     | 11     | 10     | 13     | 67     | 53     | +14 |
| J. League Cup         | -     | 1      | 0      | 0      | 1      | 1      | 2      | -1  |
| Coppa dell'Imperatore | -     | 2      | 2      | 0      | 0      | 9      | 0      | +9  |
| AFC Champions League  | -     | 9      | 6      | 0      | 3      | 17     | 13     | +4  |
| Totale                | -     | -      | -      | -      | -      | -      | -      |     |

### Statistiche dei giocatori
| Giocatore | J. League Division 1 | J. League Division 1 |
| Giocatore | Presenze             | Reti                 |
| --------- | -------------------- | -------------------- |
| Bando     | 21                   | 10                   |
| Bo-Kyung  | 27                   | 8                    |
| Chugo     | 24                   | -                    |
| Fujimoto  | 19                   | 2                    |
| Jin-Yeon  | 34                   | -                    |
| Kiyotake  | 25                   | 7                    |
| Komatsu   | 23                   | 5                    |
| Kurata    | 33                   | 10                   |
| Kurogi    | 5                    | -                    |
| Lopes     | 14                   | 1                    |
| Maruhashi | 32                   | 1                    |
| Martinez  | 21                   | 2                    |
| Moniwa    | 33                   | -                    |
| Murata    | 6                    | 1                    |
| Nagai     | 10                   | -                    |
| Ogihara   | 10                   | 4                    |
| Omata     | 4                    | -                    |
| Otake     | 5                    | 1                    |
| Sakemoto  | 22                   | 2                    |
| Sugimoto  | 15                   | 2                    |
| Takahashi | 17                   | -                    |
| Uemoto    | 25                   | 1                    |
| Yamaguchi | 17                   | 1                    |